# Rock Creek (CPU)
Rock Creek ist der Codename eines Vielkern-Experimental-Prozessors von Intel, der Anfang Dezember 2009 der Öffentlichkeit vorgestellt wurde. Das Design und oft auch das Prozessorsystem selbst werden als Single-chip Cloud Computer (SCC) bezeichnet.
Rock Creek CPUs sollen im ersten Schritt zum Testen neuer Hard- und Softwarekonzepte dienen. Der erste Vertreter besteht aus 48 Pentium 54C ähnlichen Kernen, die in 4 Gruppen zu je 6 Doppelkernen (4 × 6 × 2) angeordnet sind. Die Doppelkerne werden als „Tiles“ (Kacheln) bezeichnet. Die Kerne kommunizieren über Messages – wie es in vielen Supercomputern üblich ist – über 24 Router miteinander. Die bisher in Multicore-Prozessoren übliche Kommunikation über Shared Memory (Cache) erreicht schnell ihre Grenzen wenn die Anzahl der Kerne steigt. Kommunikation über Messages skaliert bei großen Kernanzahlen wesentlich besser.
Jeder Kern kann sein eigenes Betriebssystem booten. Anfangs wird eine angepasste Linux-Version verwendet. Rock Creek wird in 45-nm-Technik gefertigt und besteht aus 1,3 Milliarden Transistoren.